# انتفاضة ويلمينغتون عام 1898
اندلعت انتفاضة ويلمينغتون عام 1898، المعروفة أيضًا باسم مذبحة ويلمينغتون عام 1898 أو انقلاب ويلمينغتون عام 1898، في ويلمينغتون، كارولاينا الشمالية، يوم الخميس 10 نوفمبر 1898. وتُعدّ نقطة تحوّل في سياسات ولاية كارولاينا الشمالية بعد إعادة الإعمار. استهلّ الحدث حقبة من الفصل العنصري الأشد صرامة وحرمان الأمريكيين الأفارقة من حق الاقتراع في جميع أنحاء جنوب الولايات المتحدة، وهو تحوّل بدأ مسبقًا منذ تمرير ميسيسيبي لدستور جديد في عام 1890، ما زاد العوائق على تسجيل الناخبين. كتبت لورا إدواردز في كتاب خيانة الديمقراطية (2000): «ما حدث في ويلمينغتون أصبح تأكيدًا على سيادة البيض ليس في تلك المدينة فحسب، بل أيضًا في الجنوب وفي الأمة بأكملها»، إذ أكّد أن «البياض» المحتجّ طمس المواطنة القانونية، وحقوق الأفراد، والحماية المتساوية بموجب القانون الذي مُنح للسود بموجب التعديل الرابع عشر لدستور الولايات المتحدة. 
وصفت الصحافة البيضاء في ويلمينغتون الحدث بأنه أعمال شغب عرقية أشعلها السود. ومع ذلك، مع مرور الوقت، ونشر المزيد من الحقائق، بدأ يُنظر إلى الحدث على أنه انقلاب -إطاحة عنيفة بالحكومة المنتخبة على النحو الواجب- نفّذته مجموعة من المتعصبين البيض. ساهمت أسباب متعددة في حدوثه. يُزعم أنه الحدث الوحيد من هذا القبيل في التاريخ الأمريكي، (لم ينتج عن أعمال العنف الأخرى في عصر إعادة الإعمار المتأخر «انقلابٌ» مباشر أو عزلٌ للمسؤولين المنتخَبين واستبدالهم بأفراد غير منتخَبين).
حدث الانقلاب بعد أن تآمر الديمقراطيون الجنوبيون البيض في الولاية وقادوا حشدًا من 2,000 رجل أبيض للإطاحة بالحكومة الاندماجية المحلية المنتخَبة شرعيًا. طردوا القادة السياسيين السود والبيض المعارضين من المدينة، ودمّروا ممتلكات المواطنين السود ومنشآتهم المبنيّة منذ الحرب الأهلية، من ضمنها صحيفة السود الوحيدة في المدينة، وقتلوا ما يقدّر من 60 إلى أكثر من 300 شخص. 

## خلفية الانتفاضة
كانت ويلمينغتون في عام 1860 قبل الحرب الأهلية في غالبيتها من السود وأكبر مدينة في الولاية، يسكنها ما يقرب من 10,000 شخص. عمل العديد من العمال المستعبَدين والأحرار الملونين في الميناء، وفي المنازل كخدم منزليين، وفي مجموعة متنوعة من الأعمال مثل الحرفيين والعمال المهرة.
مع نهاية الحرب، غادر المعتوقون في ولايات عديدة المزارع والمناطق الريفية وذهبوا إلى المدن والبلدات، ليس للبحث عن عمل فحسب، بل طلبًا للأمان من خلال إنشاء مجتمعات للسود دون إشراف البيض. اشتدّ التوتر في ويلمينغتون والمناطق الأخرى بسبب نقص الإمدادات؛ إذ لم تكن العملة الكونفدرالية ذات قيمة وكان الجنوب فقيرًا عند نهاية الحرب الطويلة.
في عام 1868، صادقت ولاية كارولاينا الشمالية على التعديل الرابع عشر، ونتج عن ذلك الاعتراف بإعادة الإعمار، وأصبح المجلس التشريعي للولاية ومنصب الحاكم تحت الحكم الجمهوري. استاء الديموقراطيون بشدة من هذا التغيير «الجذري» الذي أحدثه السود والكاربتباغر الاتحاديون وخونة العرق كما حسبوا. كان المعتوقون يتوقون إلى ممارسة حقهم في التصويت، ومالوا إلى دعم الحزب الجمهوري الذي حرّرهم ومنحهم المواطنة وحق الاقتراع.
حُرم قدامى المحاربين الكونفدراليين من منصبهم وحقهم في التصويت لفترة مؤقتة. شعر العديد من الديمقراطيين البيض بالأسى منذ هزيمة الكونفدرالية. انضم قدامى المحاربين المتمردين إلى كو كلوكس كلان، التي خطّطت لممارسة عنف كبير في الانتخابات من أجل قمع تصويت السود.
استعاد الديمقراطيون السيطرة على المجلس التشريعي للولاية في عام 1870. بعد قمع الحكومة الفيدرالية لكو كلوكس كلان من خلال قانون الإنفاذ لعام 1870، نشأت مجموعات شبه عسكرية جديدة في الجنوب. بحلول عام 1874، تشكّلت جماعات القمصان الحمراء -الذراع شبه العسكري للحزب الديمقراطي- في ولاية كارولاينا الشمالية.
طوّر الديمقراطيون خطة لإلغاء «الحكم الذاتي»، ما يعني أن المسؤولين المحليين لن يُنتخَبوا بعد الآن، بل تعيّنهم الولاية. بدؤوا بالتحايل على التشريعات من خلال تولي السلطة القضائية في الولاية، واعتمدوا 30 تعديلًا على دستور الولاية، من ضمنها تخفيض عدد القضاة في المحكمة العليا للولاية، ووضع المحاكم الدنيا والحكومات المحلية تحت سيطرة المجلس التشريعي للولاية، وإلغاء أصوات فئات معينة من المجرمين، وتفويض المدارس العامة المنفصلة، وحظر العلاقات بين الأعراق ومنح الجمعية العامة السلطة لتعديل أو إلغاء أي حكومة محلية. أصبح الديمقراطيون معروفين بأنهم معاقل محتملة للأمريكيين البيض بسبب تبني هذه التعديلات. ومع ذلك، اقتصرت سيطرتهم إلى حد كبير على الجزء الغربي من الولاية، داخل المقاطعات التي تضمّ القليل من السود من الناحية الديموغرافية. 
مع تقويض الديمقراطيين للحكم الجمهوري، وصلت الأمور إلى ذروتها مع حملة زيبولون ب. فانس -الجندي الكونفدرالي والحاكم السابق- لانتخابات حاكم الولاية عام 1876. وصف فانس الحزب الجمهوري «أنجبه سكالواغ من مولاتو ووُلد في مرحاض خارجي». شهد الديمقراطيون بجهود فانس أكبر انفتاح لهم لبدء تنفيذ أجندتهم في الجزء الشرقي من الولاية. 
ولكن مزارعي القطن البيض الفقراء في تلك المنطقة تحالفوا مع الحركة العمالية، إذ سئموا من رأسمالية البنوك الكبرى وشركات السكك الحديدية بسبب أسعار الشحن المرتفعة ومبدأ عدم التدخل. انقلبوا على الحزب الديمقراطي، وأسسوا الحزب الشعبي (المعروف أيضًا باسم الشعبويين). في عام 1892، عندما غرقت الولايات المتحدة في كساد اقتصادي، تجمّع الشعبويون مع الجمهوريين السود الذين تشاركوا مشقّاتهم، وشكّلوا ائتلافًا بين الأعراق -سُمّي ائتلاف الاندماج- ببرنامج للحكم الذاتي والتعليم العام المجاني وحقوق التصويت المتساوية للرجال السود. 

### ويلمينغتون
في السنوات التي تلت ذلك، كانت ويلمينغتون آنذاك أكبر مدينة في الولاية، وغالبية سكانها من السود، إذ مثّل السود نحو 55 في المئة من سكانها البالغ عددهم 25,000 نسمة تقريبًا، وكان العديد منهم من المهنيين ورجال الأعمال السود والطبقة الوسطى الصاعدة.
كان الحزب الجمهوري ثنائي العرق من حيث العضوية. على عكس العديد من الولايات القضائية الأخرى، انتُخب السود في ويلمينغتون للمناصب المحلية، وحصلوا أيضًا على مناصب بارزة في المجتمع. على سبيل المثال، كان ثلاثة من أعضاء البلدية من السود. ومن بين الأعضاء الخمسة في المجلس التأسيسي للمراجعة والتمويل، كان أحدهم أسود. وصل السود أيضًا إلى مناصب مثل قاضي الصلح، ونائب كاتب المحكمة، والمشرفين على الشوارع، ومحقّقي الوفيات، ورجال الشرطة، وكتبة البريد وسعاة البريد. 
تمتّع السود أيضًا بقوة اقتصادية كبيرة في المدينة. وحظي العديد من العبيد السابقين بمهارات تمكنوا من استخدامها في السوق. على سبيل المثال، أصبح العديد منهم خبازين وبقالين وصباغين، وما إلى ذلك، وشكّلوا ما يقرب من 35 في المئة من الوظائف الخدمية في ويلمينغتون، والتي انخفضت بنسبة تزيد عن 20 في المئة منذ عام 1889. 
كان السود ينتقلون من الوظائف الخدمية إلى أنواع أخرى من التوظيف ذات الطلب الأكبر على عملهم والأجور المرتفعة. في ذلك الوقت، شكّل السود أكثر من 30 في المئة من الحرفيين المهرة في ويلمينغتون، مثل الميكانيكيين والنجارين وصائغي المجوهرات وصانعي الساعات والرسامين وعمّال الجص والسبّاكين وعمّال الشحن والحدادين والبنّائين وصانعي العجلات. بالإضافة إلى ذلك، امتلك السود عشرة من أصل 11 مطعمًا في المدينة، ومثّلوا 90 في المئة من حلّاقي المدينة الاثنين والعشرين، وواحدًا من وكلاء السمك والمحار الأربعة في المدينة. كان عدد صانعي الأحذية السود أكثر من البيض، وكان ثلث الجزارين في المدينة من السود، ونصف خيّاطي المدينة من السود. أخيرًا، امتلك الشقيقان ألكسندر وفرانك مانلي صحيفة ويلمينغتون ديلي ريكورد، وهي إحدى الصحف السوداء القليلة في الولاية في ذلك الوقت، والتي قيل إنها الصحيفة اليومية السوداء الوحيدة في البلاد.